# 東京イラストレーションズ・ソサエティ
もしかして
- 東京イラストレーターズ・ソサエティ

ではありませんか？